# Liste der Kulturdenkmäler in Hermersberg
In der Liste der Kulturdenkmäler in Hermersberg sind alle Kulturdenkmäler der rheinland-pfälzischen Ortsgemeinde Hermersberg aufgeführt. Grundlage ist die Denkmalliste des Landes Rheinland-Pfalz (Stand: 31. August 2023).

## Einzeldenkmäler
| Bezeichnung                                                    | Lage                                                   | Baujahr                    | Beschreibung                                                                                          | Bild            |
| -------------------------------------------------------------- | ------------------------------------------------------ | -------------------------- | --- | --------------- |
| Steinalbermühle                                                | Am Mühlweg 2 Lage                                      | 18. und 19. Jahrhundert    | große Vierseitanlage, 18. und 19. Jahrhundert, Mühlrad                                                | BW              |
| Hofanlage                                                      | Gartenstraße 4 Lage                                    | Mitte des 19. Jahrhunderts | Streckhof, wohl um die Mitte des 19. Jahrhunderts                                                     | BW              |
| Wohnhaus                                                       | Gartenstraße 16 Lage                                   | 1856                       | Wohnhaus, bezeichnet 1856                                                                             | Fotos hochladen |
| Wohnhaus                                                       | Hauptstraße 8 Lage                                     | 1878                       | stattlicher nachbarocker Krüppelwalmdachbau, bezeichnet 1878                                          | BW              |
| Katholische Pfarrkirche St. Johannes der Täufer und St. Joseph | Hauptstraße 20 Lage                                    | um 1903                    | neuromanischer Sandsteinquadersaal, um 1903, Architekt Wilhelm Schulte I., Neustadt an der Weinstraße | Fotos hochladen |
| Katholisches Pfarrhaus                                         | Hauptstraße 22 Lage                                    | um 1903                    | eineinhalbgeschossig, aus der Bauzeit der Kirche, um 1903                                             | BW              |
| Evangelische Kirche                                            | Hauptstraße 27 Lage                                    | 1912                       | historisierender Saalbau, 1912                                                                        | Fotos hochladen |
| Evangelisches Pfarrhaus                                        | Hauptstraße 29 Lage                                    | nach 1791                  | fünfachsiger Massivbau, kurz nach 1791                                                                | BW              |
| Wohnhaus                                                       | Hauptstraße 64 Lage                                    | 1867                       | eingeschossiges Wohnhaus, bezeichnet 1867                                                             | BW              |
| Hügelgrab                                                      | südlich des Ortes; Flur Im Rohkopf am Weißen Fels Lage |                            | Hügelgrab; ausgehende Hallstatt- und frühe Latèneperiode                                              | BW              |